# 라르스 벤더
라르스 벤더(독일어: Lars Bender, 1989년 4월 27일, 서독 바이에른주, 로젠하임 ~ )는 독일의 은퇴한 축구 선수로, 수비형 미드필더였다.

## 경력

### 클럽 경력
벤더는 서독 바이에른주, 로젠하임 출신이다. 그는 같은 팀 동료 스벤 벤더의 쌍둥이 형이다. 2005년, TSV 1860 뮌헨에서 활약했던 당시, 그는 쌍둥이 동생 스벤 벤더와 보루시아 묀헨글라트바흐의 마르코 마린을 제치고 프리츠-발터 트로피를 획득하였다. 2009년 8월 18일, 벤더는 바이어 04 레버쿠젠과 3년 계약을 체결하였다. 벤더는 아인트라흐트 프랑크푸르트전에서 첫 분데스리가 골을 득점하였다. 2010-11 시즌, 그는 노련한 독일 축구 국가대표팀의 주장 미하엘 발라크가 팀에 복귀함에 따라 4순위로 내려갈 것이라는 예상이 지배적이었다. 그러나, 이 시즌은 라르스에게 있어 성공적인 시즌으로, 느리지만 꾸준히 좋은 기량을 뽐내며, 1군 주전 자리를 굳히게 되었다. 그는 VfL 볼프스부르크와의 경기에서 공을 낮게 깔아 20m 슈팅을 날려 득점하였고, 레버쿠젠은 이 경기에서 3-0으로 승리하였다.
2012년 3월 21일, 그는 레버쿠젠과의 계약을 2017년 6월 30일까지 연장시켰다.
2013년 10월 31일, 다시한번 레버쿠젠과의 계약을 바이아웃조항을 포함시켜 2019년 6월 30일까지로 연장시켰다.

### 국가대표팀 경력
그는 2008년 UEFA U-19 챔피언쉽에 독일 대표로 참여했던 경험이 있다. 그는 2011년 9월에 성인 국가대표팀에 처음으로 차출되었고, 2-2로 비긴 폴란드전에서 레버쿠젠 팀 동료 지몬 롤페스와 교체되며 첫 출전을 하였다.
벤더는 UEFA 유로 2012의 독일 국가대표팀 23인 최종 엔트리에 이름을 올렸다. 그는 포르투갈과의 B조 1차전 경기에서 막판에 교체 투입되었고, 네덜란드와의 2차전에서도 교체 투입되었다. 덴마크와의 3차전에서는 경고 누적으로 출장하지 못한 제롬 보아텡을 대신하여 선발 출전하였다. 이 경기에서 그는 덴마크를 상대로 결승골을 득점하여 2-1 승리를 이끌었고, 독일은 유로 2012에서 유일하게 조별리그 3전 전승을 거둔 팀이 되었다. 그러나 8강전과 4강전에서는 출전하지 못했다.

## 통계

### 클럽 경력 통계
| 클럽 경력 | 클럽 경력          | 클럽 경력    | 리그 | 리그 | 컵1  | 컵1 | 클럽대항전2 | 클럽대항전2 | 합계 | 합계 |
| 시즌      | 클럽               | 리그         | 출장 | 골   | 출장 | 골  | 출장        | 골          | 출장 | 골   |
| --------- | ------------------ | ------------ | ---- | ---- | ---- | --- | ----------- | ----------- | ---- | ---- |
| 2006-07   | TSV 1860 뮌헨      | 2 분데스리가 | 13   | 0    | 0    | 0   | —           | —           | 13   | 0    |
| 2007-08   | TSV 1860 뮌헨      | 2 분데스리가 | 28   | 1    | 3    | 0   | —           | —           | 31   | 1    |
| 2008–09   | TSV 1860 뮌헨      | 2 분데스리가 | 15   | 3    | 2    | 0   | —           | —           | 17   | 3    |
| 2009–10   | TSV 1860 뮌헨      | 2 분데스리가 | 2    | 0    | 1    | 0   | —           | —           | 3    | 0    |
| 클럽 합계 | 클럽 합계          | 클럽 합계    | 58   | 4    | 6    | 0   | —           | —           | 64   | 4    |
| 2009–10   | 바이어 04 레버쿠젠 | 분데스리가   | 20   | 1    | 1    | 0   | —           | —           | 21   | 1    |
| 2010–11   | 바이어 04 레버쿠젠 | 분데스리가   | 27   | 3    | 2    | 0   | 12          | 0           | 41   | 3    |
| 2011–12   | 바이어 04 레버쿠젠 | 분데스리가   | 28   | 4    | 1    | 0   | 8           | 1           | 37   | 5    |
| 2012–13   | 바이어 04 레버쿠젠 | 분데스리가   | 21   | 2    | 3    | 0   | 3           | 0           | 27   | 2    |
| 클럽 합계 | 클럽 합계          | 클럽 합계    | 96   | 10   | 7    | 0   | 23          | 1           | 126  | 11   |
| 경력 합계 | 경력 합계          | 경력 합계    | 154  | 14   | 13   | 0   | 23          | 1           | 190  | 15   |

- 1 DFB-포칼과 DFL-슈퍼컵
- 2 UEFA 챔피언스리그와 UEFA 유로파리그

### 국가대표팀 득점 기록
아래의 점수에서 왼쪽의 점수가 독일의 점수이다.
| #  | 날짜            | 경기장                | 상대   | 점수 | 최종결과 | 대회           |
| -- | --------------- | --------------------- | ------ | ---- | -------- | -------------- |
| 1. | 2012년 6월 17일 | 아레나 리비우, 리비우 | 덴마크 | 2–1  | 2–1      | UEFA 유로 2012 |

## 수상

### 국가대표팀
U-19 국가대표팀
- UEFA U-19 챔피언쉽: 2008

### 개인
- 프리츠 발터 금메달: 2006 (U-17 부문)